# Lysozym

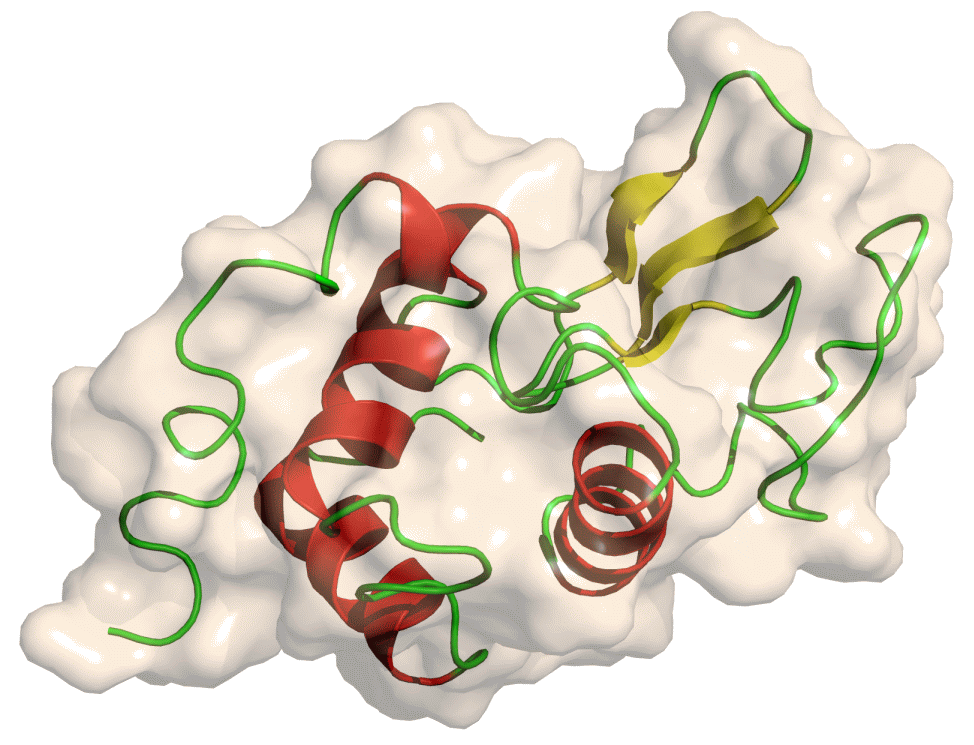
De tertiaire structuur van een lysozym.

Lysozymen, ook wel muramidasen genoemd, zijn enzymen die de wand van een bacterie aanvallen. Ze komen voor in traanvocht, bloed, speeksel, eieren en dergelijke, en ze worden vaak gevonden in witte bloedcellen. Lysozymen hebben een lyserende werking op grampositieve bacteriën. Het enzym wordt gevormd door neutrofiele granulocyten en andere granulocyten (en de voorgangers van dit stadium), monocyten en macrofagen. 
Een hogere concentratie lysozymen ontstaat bij chronische ontstekingen, zoals bij tuberculose en sarcoïdose. Ook bij celwoekeringen, zoals bij leukemie, ontstaan er meer lysozymen.
Lysozym wordt als voedingsenzym verkregen uit kippeneiwit. Het E-nummer van lysozym is E1105. Lysozym mag sedert 2012 in de Europese Unie gebruikt worden als conserveermiddel in bier dat niet gepasteuriseerd of steriel gefiltreerd wordt. Lysozym remt de groei van melkzuurbacteriën in het bier.